# Rhododendron taronense
Rhododendron taronense là một loài thực vật có hoa trong họ Thạch nam. Loài này được Hutch. miêu tả khoa học đầu tiên năm 1931.